# 世にも奇妙な物語 雨の特別編
『世にも奇妙な物語 雨の特別編』（よにもきみょうなものがたり あめのとくべつへん）は、フジテレビ製作のテレビドラマ『世にも奇妙な物語』の雨傘番組である。最終的にお蔵入りになり、放送されなかった。

## 経緯
1990年より放送を開始したオムニバスドラマ『世にも奇妙な物語』は、プロ野球中継のナイターシーズン用の野球中継を基本的に放送し、試合が行われなかったか中止になった場合に放送する埋め合わせ番組として始まった。野球中継が雨で中止になった場合のいわゆる雨傘番組として、『世にも奇妙な物語』の場合はあらかじめ数回分余分にエピソードを制作し、雨の日になると繰り上げて放送するという対処を行っていた。
1991年9月12日の朝日新聞に、西武対日本ハム戦の雨傘番組として放送予定だった『世にも奇妙な物語 雨の特別編』の情報が掲載されたが、その日は野球の試合が予定通り放送された。約1年後の1992年9月10日に野球中継の雨天中止の機会があったものの、その回は余分に用意していた新作エピソード「髪」「奇跡を呼ぶ男」「つぐない」が放送された。その後、1993年4月15日と9月9日に『雨の特別編』が野球中継の雨傘番組として放送予定になるものの、これも野球中継が予定通り放送された。以降、放送予定に入ることはなくなり、お蔵入りとなった。
2015年10月23日、『世にも奇妙な物語』放送25周年を記念して、フジテレビのYoutube公式チャンネルにて配信された番組『世にも奇妙なマニアトーク』第5回にて当時のスタッフが行方不明だったマスターテープを発掘して制作から24年経ってから初めて「雨の特別編」の映像の一部が初公開された。

## 番組内容
全て「雨にまつわる奇妙な物語」をテーマにした内容のエピソード。第1話と第3話は、ストーリーテラーのタモリによる映像付きの朗読劇、第2話は酒場の客の話を主人公が聞いて回るドラマ仕立てであった。
1. 「猿の手」（第4回放送「猿の手様」の原作）
2. 「酒場で聞いた話」（主演はみのすけの予定だった）[3]
3. 「あけたままの窓」（イギリスの作家・サキ著の同名小説が原作）